# ويليام جيمس ميجر
ويليام جيمس ميجر (بالإنجليزية: William James Major)‏ هو قاضي وسياسي بريطاني (وحمل سابقاً جنسية المملكة المتحدة لبريطانيا العظمى وأيرلندا)، ولد في 10 نوفمبر 1881 في مقاطعة سومرست في المملكة المتحدة، وتوفي في 13 أغسطس 1953. انتخب عضو المجلس التنفيذي لمانيتوبا ‏.